# Монгольские вторжения в Польшу
Монгольские вторжения в Польшу — три нападения монгольских войск на Польшу, произошедших в XIII веке.

## Первое вторжение

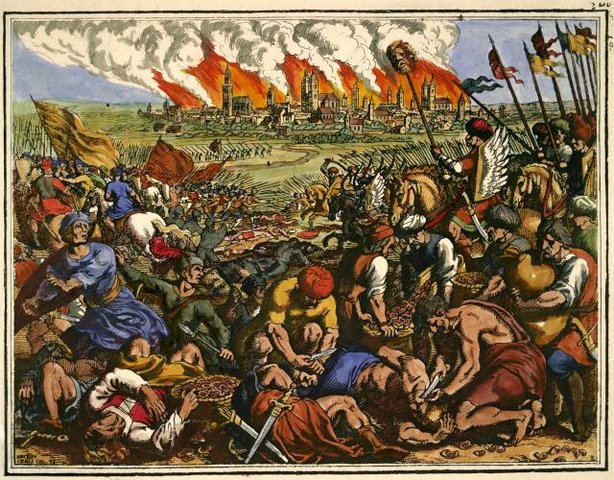
Битва под Легнице. Картина (1630)

После нашествия на Русь монголы в 1241 двинулись в Польшу и Венгрию, разделившись на три части. Отряд под командованием Байдара и старшего брата Батыя Орду пошёл на Польшу через Люблин и Завихост до Сандомира, который монголы взяли в один день (13 февраля) с битвой под Турском, окончившейся поражением поляков.
В начале марта начался второй этап вторжения. В Сандомире монгольская армия разделилась на две части. Одна часть, числом до 15 тысяч человек, под предводительством Байдара и Орда-Ежена, пошла к Кракову. Другая, до 10 тысяч человек, под предводительством Кайду, пошла в Куявию. Первая группа столкнулась с польскими войсками, 18 марта произошло сражение под Хмельником. Монголы победили и заняли Краков. 1 апреля покинули его, разрушив, и пошли на Вроцлав. Во время переправы разведывательных отрядов Байдара через Одру под Рацибужем на них напали поляки и победили. Когда же подошли основные монгольские силы, то направились к Ополе. Там произошло ещё одно сражение. Несмотря на численный перевес, поляки отступили к Вроцлаву. Потом монголы пошли к Легнице, где собирались объединиться армии польского и чешского королей. В ходе решающей битвы при Легнице польская армия потерпела сокрушительное поражение. Король Польши Генрих Набожный был убит. Чешские войска опоздали к Легнице на 1 день. Тогда Байдар повернул на юг и пошёл в Венгрию на соединение с Батыем, по пути разорив Моравию.
Это вторжение привело к большим разрушениям и потерям в Польше, однако иго не было установлено. Нападение, скорее, носило грабительский и стратегический характер, потому и численность монгольских войск была небольшой. Однако оно нарушило стабильность в Польше, и не только помешало её объединению, но и привело к разделению на длительное время.

## Второе вторжение
Зимой 1259—1260 годов произошло второе вторжение под предводительством Бурундая. Хан Берке очень опасался действий Даниила Галицкого, поэтому выслал против него огромную армию. В результате Даниил был вынужден вместе с Бурундаем и Васильком Романовичем принять участие в походе 1258 года против Литвы. Чтобы ещё более ослабить позицию Даниила, монголы решили ослабить его союзников, к которым относился венгерский король Бела IV и польский Болеслав V Стыдливый. В планы монголов входило, начав действия от Люблина и Завихвоста, двумя колоннами пройти по Сандомирской земле, соединиться в районе Хенцин, а затем продвигаться к Кракову. Общая численность монгольских войск неизвестна, но она оценивается как не более 30 тыс.чел.
Монгольская армия вторглась в Польшу со стороны Хелма и пошла на Люблин и дальше на Завихост. Там они преодолели Вислу и в первой половине декабря 1259 осадили Сандомир. Многие монгольские части пошли дальше, а тем временем продолжалась осада города с активным применением осадных орудий. 2 февраля 1260 года Сандомир был взят, после чего все его жители были убиты или взяты в плен, а город разграблен и разрушен.
5 февраля монголы пошли на запад, по южным склонам, затем, в соответствии с планом, в районе Хенцин объединились со второй группой, шедшей по северным склонам. 10—12 февраля было начато движение на Краков. Поскольку монголы двигались по довольно густонаселённым районам, это влекло за собой большие жертвы среди мирного населения. Было разграблено несколько монастырей. Во второй половине февраля монголы оказались под Краковом, который быстро был взят. Затем монголы прошли к Силезии, а под конец марта 1260 года оставили Польшу. В результате около 10 тысяч поляков попало в плен.

## Третье вторжение
Третье вторжение произошло в 1287—1288 годах под руководством Ногая и Тэлебоги. В Венгрии королём стал 10-летний Владислав, что привело к борьбе за власть. Поэтому новый король хотел укрепить свою власть через союз с половцами и монголами. В 1285 году он обратился за помощью к монголам. Однако в то время мазовецкий князь Болеслав совершил набег на приграничные русские земли. Монголы были вынуждены повернуть. Интервенция в Венгрию не удалась. 7 декабря 1287 года началось нападение на Польшу. Северная часть монгольских войск под командованием Тэлебоги численностью до 20 тысяч пошла в Сандомирские земли; а южная часть Ногая численностью до 10 тысяч — на Краков. Князь Лешек Чёрный смог выдвинуть армию около 15 тысяч человек, включая 5 тысяч конницы. Северная монгольская армия мимо Люблина прошла к Завихосту и попыталась переправиться через Вислу, но лёд был тонок. Пришлось идти на юг, и, по наступлении морозов, они смогли перебраться на другой берег и вторгнуться в Сандомирские земли. Тем временем один монгольский отряд разорил княжество Болеслава мазовецкого. Монголы не собирались брать ни Сандомир, ни другие крупные укреплённые города, а тем временем под Лаговым на них напало польское войско Лешека и сумело победить. Затем монголы пошли к Турскию, а затем к Лысой горе. А тем временем южная армия 24 декабря 1287 года приступила к осаде Кракова, заодно разорив близлежащие земли. Небольшой монгольский отряд пошёл к Подгалю и попытался его разрушить, сжёг Подолинец и принял участие в битве над Дунайцем. Другой, более крупный отряд, осадил Стары-Сонч. На него напало венгерско-польское войско и опять одержало победу. Ногай решил отступить. В конце января монгольское войско ушло с Польши в Галицкую Русь, где произвело грабежи. Неудача третьего вторжения имела несколько причин. Основной стало то, что князь Лешек смог разработать и осуществить план обороны, первым этапом которого была пассивная защита, вторым — борьба с маленькими монгольскими отрядами, а третьим — контрудар большого венгерско-польского войска. Другой причиной были определённые разногласия между монгольскими командующими, и то, что поход изначально планировался не против Польши, а в качестве военной интервенции в Венгрию. Однако это вторжение привело к упадку и дезорганизации страны, хоть и меньшим, чем от предыдущих. Большие потери понесло местное население, несколько тысяч было уведено в плен.